# Șoala
Șoala – wieś w Rumunii, w okręgu Sybin, w gminie Axente Sever. W 2011 roku liczyła 307 mieszkańców.